# Antistreptus reversus
Antistreptus reversus is een slakkensoort uit de familie van de Buccinidae. De wetenschappelijke naam van de soort is voor het eerst geldig gepubliceerd in 1958 door Powell.